# فرح بسيسو
فرح بسيسو (4 مايو 1965 -)، ممثلة فلسطينية تحمل الجنسية الأردنية. تحسب على الوسط الفني في سوريا.

## عن حياتها
ولدت في نابلس وعاشت في الكويت لأب فلسطيني من غزة وأم فلسطينية من نابلس، درست عامين في المعهد العالي للفنون المسرحية، بالذات في الفترة التي سبقت الغزو العراقي للكويت، بعدها غادرت مع أسرتها إلى دمشق وعاشت فيها ثلاثة عشرة سنة.
بدأت مشوارهاً في سهرة تلفزيونية بعنوان «النو» مع المخرج هيثم حقي، وذلك خلال فترة دراستها في المعهد العالي للفنون المسرحية في دمشق عام 1993. قدمت بعد ذلك العديد من الأدوار في السينما والتلفزيون.

### حياتها الأسرية
تزوجت من رجل أعمال مصري ولهما ابنتان.

## أعمالها

### من المسلسلات
- (2023): الغريب
- (2023): رسالة الإمام
- (2022): MO
- (2014): حلاوة الروح
- (2014): رابعة العدوية.. العشق الإلهي
- (2013): لعبة الموت
- (2010): كليوباترا
- (2010): الحب الذي كان
- (2010): بني جان
- (2010): صهيل الأصايل
- (2010): أبو جانتي (ملك التاكسي)
- (2010): الحبيب الأولي
- (2009): مخاوي الذيب
- (2009): حب في الهايد بارك
- (2008): لعنة إمراة
- (2008): الرحيل
- (2008): موعد مع المطر
- (2007): درويش
- (2007): حكم العدالة
- (2007): الإجتياح[7]
- (2006): بين الهدب دمعة
- (2006): ظلال الصمت
- (2006): حارة الباشا
- (2005): الغدر
- (2005): الطريق إلى كابل
- (2004): قتل الربيع
- (2004): حكاية خريف
- (2004): عشنا وشفنا
- (2004): أحلى المرايا
- (2003): عرسان آخر زمان
- (2003): من أجل عينيك[8]
- (2002): أبيض رمادي أسود
- (2001): قوس قزح:
- (2001): أبيض أبيض
- (2000): سألوني
- (2000): الفارس المغوار
- (2000): الزير سالم
- (2000): ظل المسافات
- (2000): الرجل س[9]
- (1999): الفصول الأربعة ج1
- (1999): عودة مسافر
- (1999): الانهيار
- (1999): القصر
- (1999): من الرأس إلى القدم
- (1999): نداء المتوسط
- (1998): مرايا 98
- (1998): البحر أيوب
- (1998): ياقوت
- (1998): قمر وسحر
- (1998): جواهر(ج2)
- (1997): فرسان الريح
- (1997): الفراري
- (1996): الإخوة ج2
- (1996): المحكوم
- (1996): أيام الغضب
- (1996): عدالة الصحراء
- (1996): دموع الأصايل
- (1996): الشقيقات
- (1995): الصقر والرها
- (1995): حنظلة أبو ريحانة
- (1995): أيام أبو المنقذ
- (1995): الجوارح
- (1995): حارة الباشا
- (1995): خلف الجدران
- (1994): حمام القيشاني ج1
- (1993): رسائل أبو سعيد

### تقديم البرامج
- (1994) البرنامج الديني «خلق الله» بمشاركة الفنان عباس النوري
- (1995) برنامج «لوحات من التاريخ» بمشاركة الفنان روحي الصفدي
- (1998)-(1999): قدمت برنامج على شبكة أوربت الإعلامية في روما [10][11][12][13]
- (2002)- (2011) شاركت بتقديم برنامج «كلام نواعم» على قناة إم بي سي 1.[14]

### أفلام تلفزيونية
- الأمل: تأليف سلافة عويشق[15]
- (1993): النو

### من الأفلام
- (2006): ظلال الصمت.[16]
- (2009): تينا
- (2021): بنات عبد الرحمن .

### في الإنتاج
- (2010): الحب الذي كان

## جوائز
- (1996): الجائزة الذهبية في مهرجان القاهرة الإذاعي والتلفزيوني، كأفضل ممثلة (دور أول) في مسلسل «الفراري»  مصر
- (1998): نالت جائزة في مهرجان القاهرة الرابع للإذاعة والتلفزيون كأفضل ممثلة مناصفة مع الفنانة صابرين عن دورها في مسلسل «جمهورية زفتى»  مصر .

## روابط خارجية
- فرح بسيسو على موقع IMDb (الإنجليزية)
- فرح بسيسو على موقع قاعدة بيانات الأفلام العربية